# Lover of the Light
"Lover of the Light" is een nummer van de Britse band Mumford & Sons. Het nummer verscheen op hun album Babel uit 2012. Op 5 november van dat jaar werd het nummer uitgebracht als de tweede single van het album.

## Achtergrond
"Lover of the Light" is geschreven door de gehele band en geproduceerd door Markus Dravs. Wereldwijd behaalde het nummer geen grote successen in de hitlijsten, met uitzondering van Israël, waar het de top 10 haalde. In het Verenigd Koninkrijk kwam de single niet verder dan de 144e plaats, terwijl het in de Verenigde Staten op de 97e plaats bleef steken. In Nederland kwam het niet in de Top 40 terecht en bleef het steken op de vijftiende plaats in de Tipparade, maar werd het wel een kleine hit in de Single Top 100 met een 94e plaats als hoogste notering. Ook in Vlaanderen wist het de grootste hitlijst, de Ultratop 50, niet te behalen, maar kwam het op de derde plaats in de Tipparade terecht.
De videoclip voor "Lover of the Light" werd een dag voor de single uitgebracht en is geregisseerd door acteur Idris Elba en scenarioschrijver Dan Cadan. De band komt zelf niet in de clip voor, maar in plaats daarvan vertelt het het verhaal over een blinde man (gespeeld door Elba) die zijn blindenstok thuis laat hangen en vrij door de natuur rent. De video eindigt met de man die aan de rand van een klif staat.

## Hitnoteringen

### Single Top 100
| Hitnotering week 1: 09-03-2013 Hitnotering week 2 t/m 3: 30-03-2013 t/m 06-04-2013 | Hitnotering week 1: 09-03-2013 Hitnotering week 2 t/m 3: 30-03-2013 t/m 06-04-2013 | Hitnotering week 1: 09-03-2013 Hitnotering week 2 t/m 3: 30-03-2013 t/m 06-04-2013 | Hitnotering week 1: 09-03-2013 Hitnotering week 2 t/m 3: 30-03-2013 t/m 06-04-2013 | Hitnotering week 1: 09-03-2013 Hitnotering week 2 t/m 3: 30-03-2013 t/m 06-04-2013 | Hitnotering week 1: 09-03-2013 Hitnotering week 2 t/m 3: 30-03-2013 t/m 06-04-2013 |
| Week                                                                               | 1                                                                                  |                                                                                    | 2                                                                                  | 3                                                                                  |                                                                                    |
| ---------------------------------------------------------------------------------- | ---------------------------------------------------------------------------------- | ---------------------------------------------------------------------------------- | ---------------------------------------------------------------------------------- | ---------------------------------------------------------------------------------- | ---------------------------------------------------------------------------------- |
| Positie                                                                            | 95                                                                                 | uit                                                                                | 95                                                                                 | 94                                                                                 | uit                                                                                |

### NPO Radio 2 Top 2000
| Nummer met noteringen in de NPO Radio 2 Top 2000 | '13  | '14 | '15 | '16 | '17  | '18 | '19  | '20  | '21  | '22  | '23  |
| ------------------------------------------------ | ---- | --- | --- | --- | ---- | --- | ---- | ---- | ---- | ---- | ---- |
| Lover of the Light                               | 1141 | 761 | 775 | 949 | 1165 | 918 | 1103 | 1326 | 1714 | 1765 | 1991 |

1. ↑  Een vetgedrukt getal geeft de hoogste notering aan.
2. ↑  2013 was het eerste jaar met een notering voor dit nummer.
3. ↑  Deze tabel is bijgewerkt tot en met de laatste editie (2024).